# Op med lille Martha
Op med lille Martha är en dansk komedifilm från 1946 i regi av Asbjørn Andersen, efter Hasse Ekman manusförlaga som han filmade som Fram för lilla Märta 1945. I huvudrollerna ses Helge Kjærulff-Schmidt, Karl Gustav Ahlefeldt, Lily Broberg och Else Colber.

## Handling
Den arbetslösa trumslagaren Per Fagernæs får genom sin vän Poul Svendsen ett jobb i en kvinnoorkester där systrarna Inger och Grethe spelar. Per blir nu Pouls fästmö Martha och lyckas dessutom bli invald i riksdagen för kvinnornas sak, ingenting är enkelt i denna karusell full av förvecklingar med Martha i centrum. 

## Rollista i urval
- Helge Kjærulff-Schmidt - Per Fagernæs/Martha Fagernæs
- Karl Gustav Ahlefeldt - Poul Svendsen
- Lily Broberg - Inger Berg
- Else Colber - Grethe Berg
- Erika Voigt - Fröken Hoppmann
- Sigurd Langberg - Tobias Glamsfeldt
- Ellen Margrethe Stein - Louise Glamsfeldt
- Knud Heglund - Frederiksen
- Ingeborg Pehrson - Fröken Fallesen
- Henry Nielsen - Fynsk Rigsdagsman
- Bjørn Spiro - Folketingets förman
- Preben Uglebjerg - Odin Glamsbjerg

## DVD
Filmen är utgiven på DVD.